# The Great Flamarion
The Great Flamarion är en amerikansk långfilm från 1945 i regi av Anthony Mann, med Erich von Stroheim, Mary Beth Hughes, Dan Duryea och Steve Barclay i rollerna.

## Handling
The Great Flamarion (Erich von Stroheim) är en arrogant och kvinnohatande prickskytt. I hans show förekommer hans vackra assistent Connie (Mary Beth Hughes). Även hennes försupna make Al (Dan Duryea) arbetar som assistent. Flamarion förälskar sig i Connie och hon manipulerar honom till att döda hennes make i en av deras uppträdanden.
Als död ser ut som en olyckshändelse och Connie övertygar Flamarion att de måste vänta tre månader innan de kan gifta sig. Connie flyr därefter tillbaka till Minnesota och inleder ett förhållande med en annan artist, Eddie (Steve Barclay). När Connie inte dyker upp till deras möte tre månader senare börjar Flamarion en neråtgående spiral av sprit och spelande. När han till slut hittar Connie igen berättar hon att det aldrig fanns någon kärlek från hennes sida, hon bara utnyttjade honom för att gör sig av med sin försupne make.

## Rollista

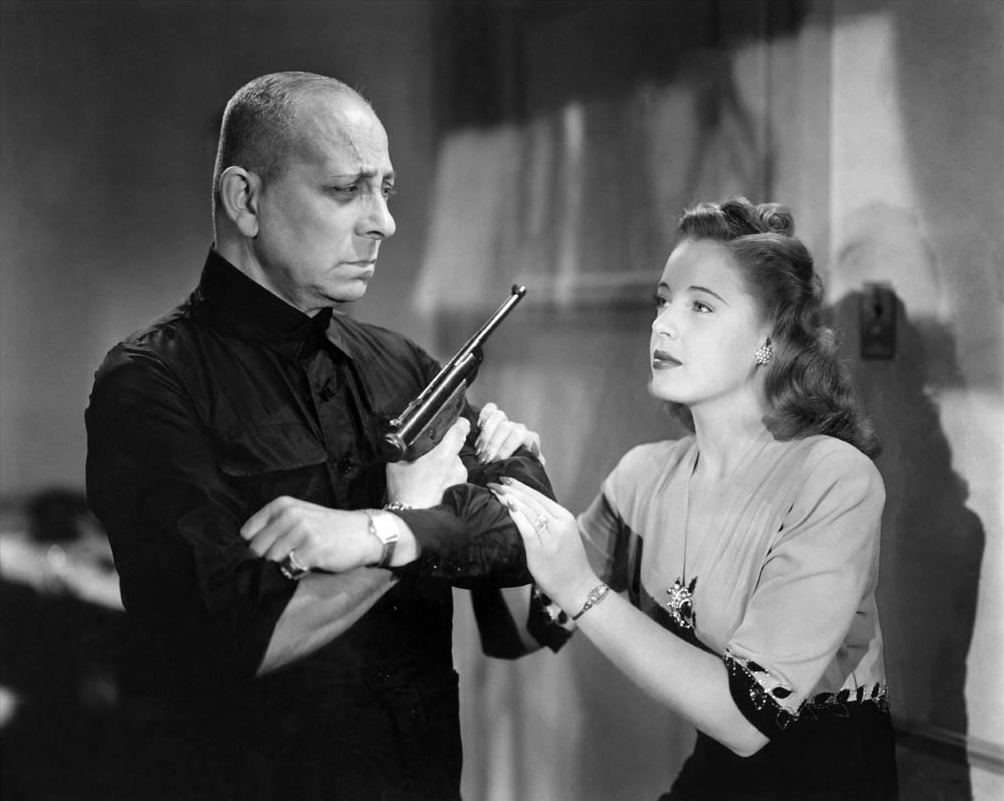
Erich von Stroheim och Mary Beth Hughes i The Great Flamarion.

| Erich von Stroheim | – The Great Flamarion |
| Mary Beth Hughes   | – Connie Wallace      |
| Dan Duryea         | – Al Wallace          |
| Steve Barclay      | – Eddie Wheeler       |
| Lester Allen       | – Tony                |
| Esther Howard      | – Cleo                |
| Michael Mark       | – Nightwatchman       |

## Produktion
Filmen berättas i form av flashbacks, något som störde Erich von Stroheim som spelade huvudrollen. von Stroheim var själv en berömd regissör och ansåg att ingen bryr sig om en film när de redan från början vet att en av karaktärerna dör:
| ” | All my advices were for nothing. The end was the beginning and that was the beginning of the end. Again and again I say that people at large are not interested in a story when they know from the beginning that one of the principal actors is dead. | „ |

von Stroheim och regissören Anthony Mann hade flera gräl under filmens inspelning och Mann förklarade senare hur skådespelaren drev honom till vansinne och att han själv inte var något geni:
| ” | He drove me mad. He was a genius. I'm not a genius, I'm a worker. | „ |